# 866
سنة 866 م كانت سنة بسيطة تبدأ يوم الثلاثاء (الرابط يظهر نموذج التقويم الكامل للسنة) من التقويم اليولياني. بدأت تسمية السنة ب866 منذ العصور الوسطى المبكرة، عندما أصبح تقويم أنو دوميني هو الأسلوب السائد في أوروبا لتسمية السنوات.

## مواليد
- ليو السادس الحكيم

## وفيات
- أحمد المستعين بالله
- أديلايد من تور
- أردونيو الأول ملك أستورياس
- الكندي علامة مسلم، برع في الفلك والفلسفة والكيمياء والفيزياء والطب والرياضيات والموسيقى وعلم النفس والمنطق
- بارداس
- روبرت القوي